# Cuisine du Hunan

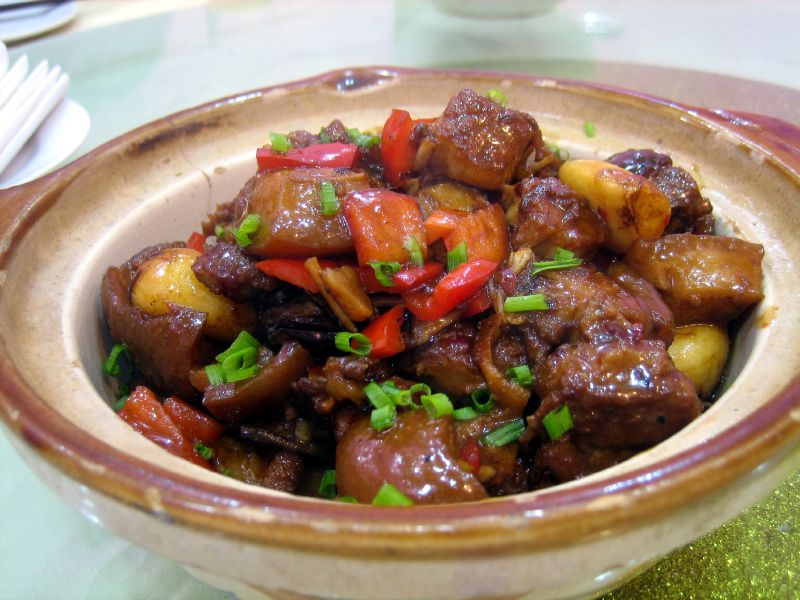
Porc braisé rouge à la façon Mao.

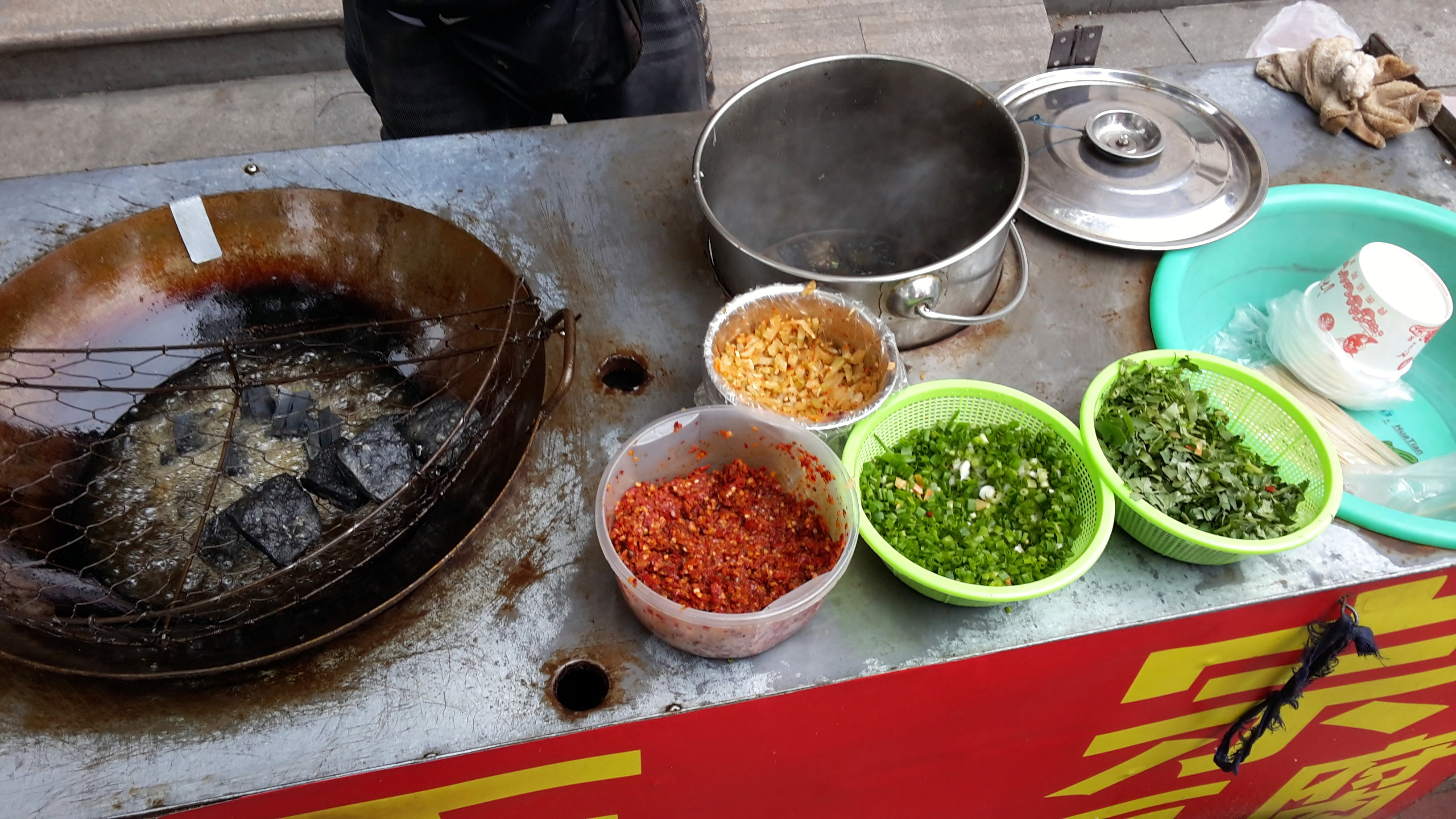
Tofu puant, style Changsha.

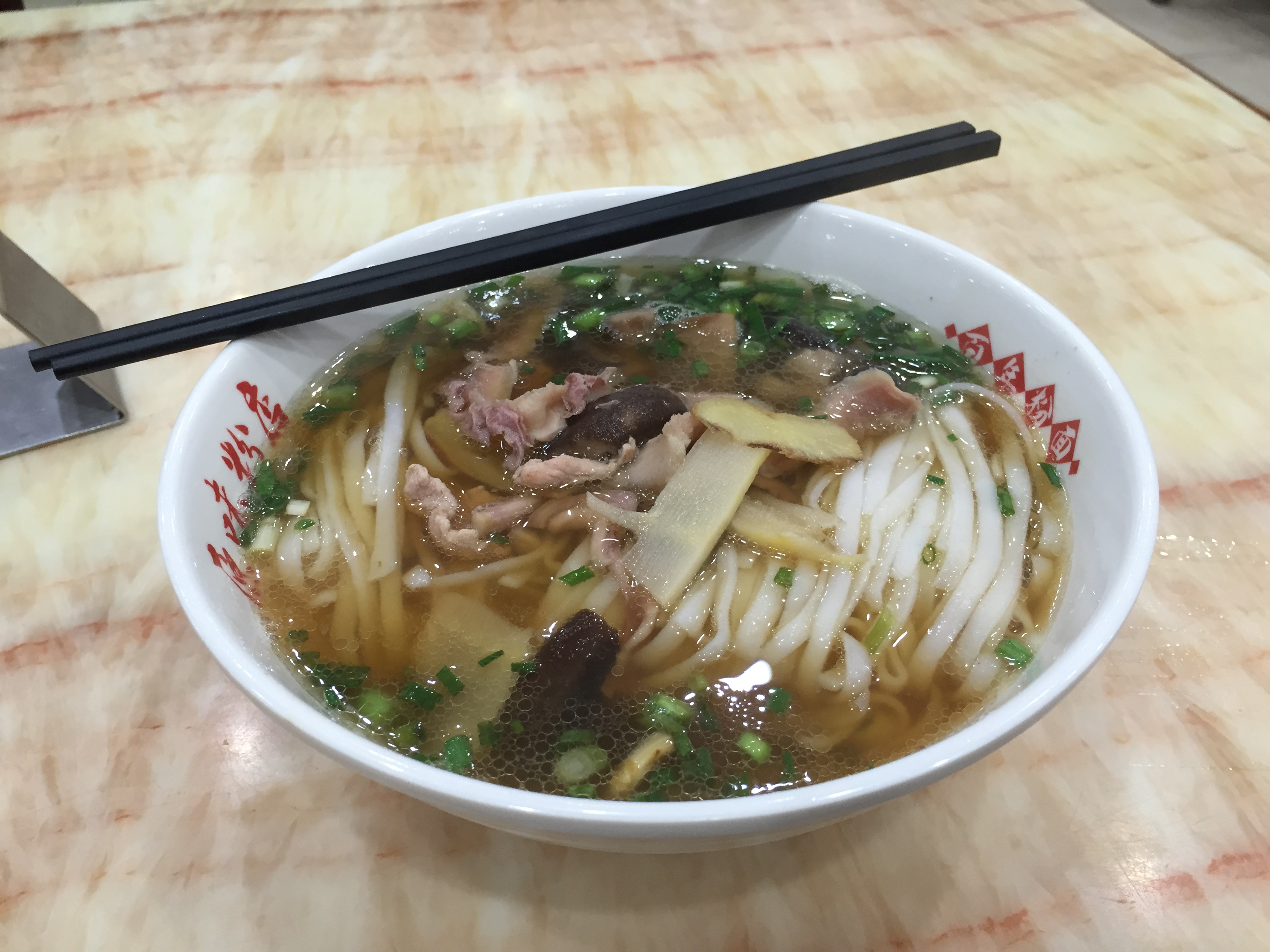
Nouilles de riz à Changsha.

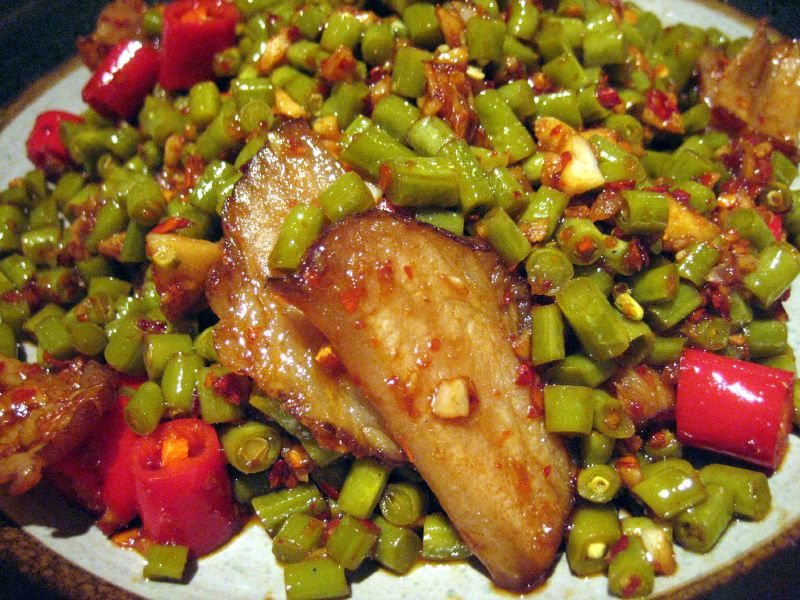
Jambon du Hunan avec des doliques en saumure.

La cuisine du Hunan (湖南菜, húnáncài), communément appelée xiāng cài (湘菜, xiāngcài) est une cuisine d'une province méridionale de la Chine, dont le nom provient du fait qu'elle est située au sud du lac Dongting. Le chef-lieu est Changsha, situé au bord de la rivière Xiang. Les hivers sont frais et humides, et les étés sont lourds et orageux.
La cuisine du Hunan, généralement connue sous le nom de cuisine de Xiāng (湘, xiāng), de l'ancienne appellation de la région, est une des huit grandes cuisines régionales de la Chine groupées parfois en quatre grandes familles, connue pour ses saveurs épicées, sa fraîcheur et son utilisation de la couleur des mets. Elle privilégie les ragoûts, les fritures, la cuisson à l'étouffée, et le fumage. Les produits agricoles de la région sont très abondants et variés. L'emploi de nombreux ingrédients, notamment des piments et de viande salée et fumée, les plats épais et de couleur foncée et les goûts savoureux, l’aigre, le piquant et la tendreté caractérisent la cuisine du Hunan. Elle est composée de trois styles, associés aux régions autour de trois villes dans l’est de la province : Changsha, Hengyang et Xiangtan.
Connue pour son utilisation généreuse des piments, civettes et ail, la cuisine de Hunan se distingue de la cuisine du Sichuan, à laquelle elle est souvent comparée, par son côté épicé « sec » (干辣, gānlà) ou pur, c’est-à-dire sans l’effet engourdissant provoqué par le poivre du Sichuan. De plus, la cuisine de Hunan utilise une plus grande variété d’ingrédients frais et a tendance à être plus huileuse. Elle utilise peu de sucre, contrairement à la cuisine sichuanaise. Une autre caractéristique distinctive est son utilisation fréquente des salaisons et des mets fumés.
Étant donné la variété des produits, le menu change avec les saisons. Pendant l’été chaud et humide, un repas commence en général avec des plats froids ou avec un plateau de viandes froides avec des piments, ouvrant les pores, ce qui est rafraîchissant. Pendant l’hiver, un choix populaire est la fondue chinoise (火锅, huǒguō) qui, semble-t-il, chauffe le sang. Dans sa variante du Sichuan (四川火锅, Sìchuān huǒguō), elle est servie dans un plateau avec, si les convives le désirent, une séparation entre un côté pimenté et un côté doux.

## Histoire
Malgré une continuité remarquable dans l’histoire de la cuisine chinoise, l’apparition de cuisines régionales telles que nous les connaissons aujourd'hui est un phénomène assez récent, datant souvent du XIXe siècle. Le piment lui-même, maintenant au cœur de la cuisine du Hunan (ainsi que des provinces voisines du Hubei et du Sichuan), est arrivé en Chine depuis les Amériques seulement au XVIe siècle ; les cuisiniers du Hunan (du Hubei et du Sichuan) ont été parmi les premiers en Chine à adopter cette nouveauté.
L’histoire des techniques utilisées dans la cuisine du Hunan s’étend sur plusieurs siècles. Cette cuisine a assimilé différentes formes locales, évoluant vers son style actuel. Les plats se dénombrent par milliers, et beaucoup sont connus en dehors de la région. On trouve des restaurants spécialisés dans la cuisine de cette région dans toute la Chine et d'autres villes du monde.

## Plats représentatifs
- Poulet sauté de Dong’an (东安子鸡, dōng'ān zǐjī).
- Poulet aux épices (痲辣子鸡, málà zǐjī).
- Cuisses de grenouille pimentées et épicées (麻辣田鸡腿, málà tiánjī tuǐ).
- Bœuf à l’écorce d’orange (陈皮牛肉, chénpí niúròu).
- Hongshao rou (littéralement, « viande mijotée rouge »), poitrine de porc cuite dans la sauce de soja et caramélisée (红烧肉, hóngshāo ròu).
- Porc braisé rouge à la façon Mao (毛氏红烧肉, máo shì hóngshāo ròu), variante du hóngshāo ròu.
- Crevettes au riz croustillant (鍋巴蝦, guōbā xiā).
- Tofu puant, style Changsha (长沙臭豆腐, chángshā chòu dòufǔ).

### Plats sucrés
- Graines de lotus au sucre candi (冰糖湘莲, bīngtāng xiāng liān).
- Gâteau de potiron (南瓜糕, nánguā gāo), beignet de potiron, probablement sous l'influence de la cuisine cantonaise.
- Luchaxiang yubing, gâteau de taro parfumé, au thé vert (绿茶香芋饼, lǜchá xiāng yù bǐng)[1].